# Benito Juárez, Paso del Macho
Benito Juárez är en ort i Mexiko.   Den ligger i kommunen Paso del Macho och delstaten Veracruz, i den sydöstra delen av landet, 260 km öster om huvudstaden Mexico City. Benito Juárez ligger 491 meter över havet och antalet invånare är 305.
Terrängen runt Benito Juárez är lite kuperad, och sluttar brant österut. Runt Benito Juárez är det ganska tätbefolkat, med 149 invånare per kvadratkilometer. Närmaste större samhälle är Paso del Macho, 4,9 km sydväst om Benito Juárez. Omgivningarna runt Benito Juárez är en mosaik av jordbruksmark och naturlig växtlighet.